# Morana schwendingeri
Espèce
Morana schwendingeri est une espèce de coléoptères de la famille des Staphylinidae et de la sous-famille des Pselaphinae.

## Répartition et habitat
Cette espèce est décrite de Thaïlande.

## Étymologie
Cette espèce est nommée en l'honneur de Peter J. Schwendinger.